# Robert Melville
Robert Melville (Londen, 31 december 1905 - onbekend, maart 1986) was een Brits kunstcriticus, journalist en galeriehouder. Hij was ook kunstcorrespondent van tijdschriften als New Statesman en Architectural Review.
Melville werd eind 1905 geboren in de wijk Tottenham in de Britse hoofdstad Londen. Samen met zijn familie verhuisde hij in 1913 naar Birmingham. Het grootste deel van de jaren 1920 werkte Melville in administratieve banen bij verschillende industriële bedrijven. In 1928 trouwde hij. Mede onder invloed van zijn broer, die schilder was, ontwikkelde Melville een interesse voor kunst. Hij interesseerde zich vooral in Pablo Picasso en zijn werk, die destijds nog redelijk onbekend was in het Verenigd Koninkrijk. Hierdoor bouwde hij een vriendschap op met Hugh Willoughby, een verzamelaar van Picasso's werk. Eind jaren 1930 schreef Melville een boek over Picasso aan de hand van de collectie van Willoughby, getiteld Picasso: Master of the Phantom. Het werd uitgegeven door Oxford University Press. In 1940 werd hij kunstcriticus bij de krant Evening Despatch en later ook bij andere Britse magazines en dagbladen zoals New Statesman en Architectural Review. In 1947 verhuisde Melville opnieuw naar Londen, waar hij voor enkele galeries werkte. Later, in 1954, zou hij ook zelf een galerie openen, samen met Arthur Jeffress. Hier werden werken van bijvoorbeeld Pauline Boty, Richard Hamilton and David Hockney getoond. In 1964 verscheen een boek van zijn hand over werken van Sidney Nolan. De galerie sloot de deuren in 1974, waarna hij opnieuw bij andere galeries aan de slag ging. In 1986 overleed hij.